# 紫霞芋螺
紫霞芋螺（学名：Conus flavidus），是新腹足目芋螺科芋螺属的一种。主要分布于印度尼西亚、中国大陆、台湾，常栖息在潮间带岩礁、低潮线下。